# Dorfkirche (Waake)

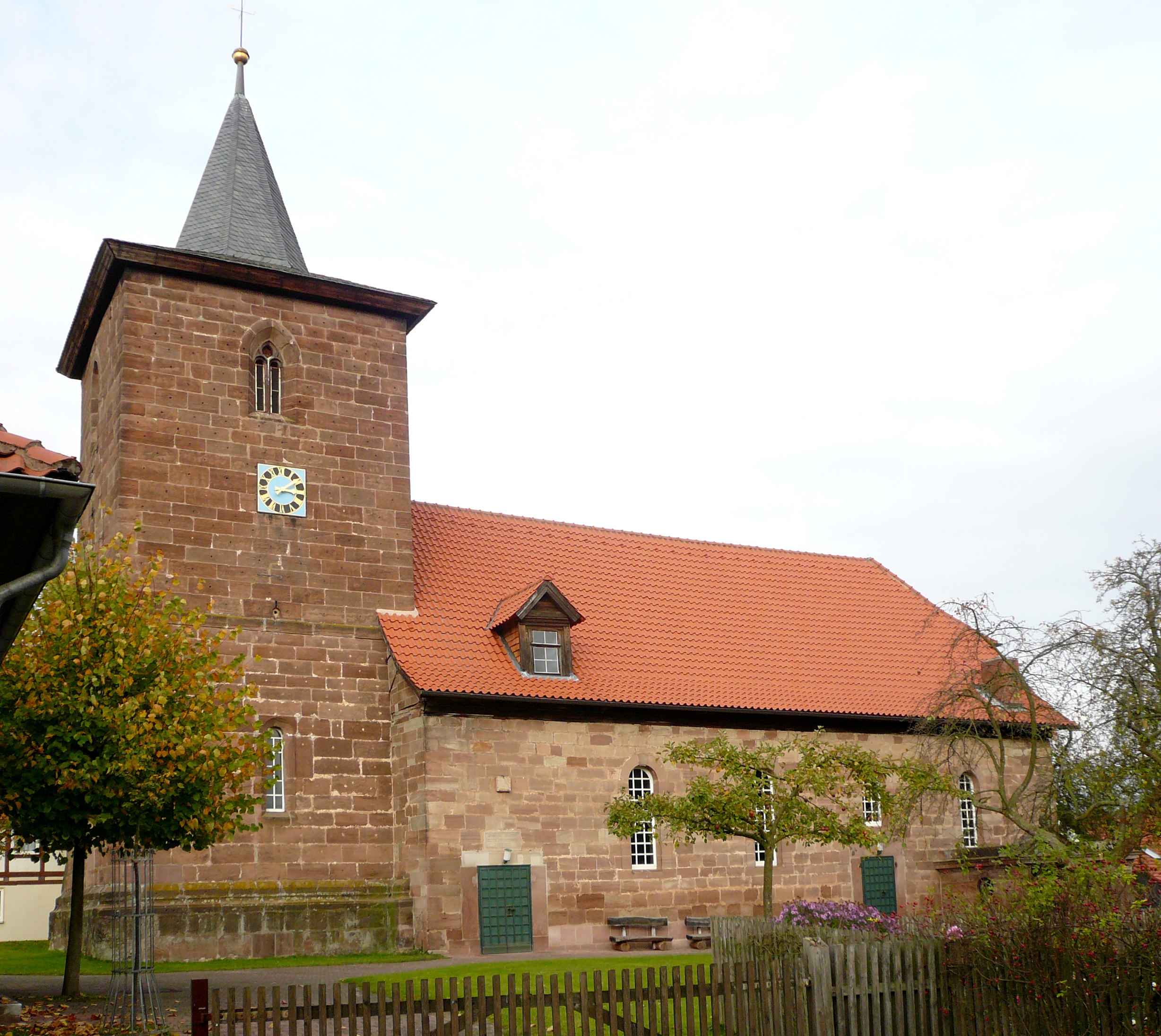
Dorfkirche Waake

Die evangelisch-lutherische Dorfkirche in Waake, einer Gemeinde im Landkreis Göttingen in Niedersachsen, gehört zum Gemeindeverbund Radolfshausen im Kirchenkreis Göttingen im Sprengel Hildesheim-Göttingen der Evangelisch-lutherischen Landeskirche Hannovers.

## Beschreibung
Der Kirchturm aus Quadermauerwerk stammt aus dem 15. Jahrhundert. 1714–1717 wurde das alte Kirchenschiff abgerissen und ein neues gebaut. Der Turm ist mit einem schiefergedeckten, spitzen Helm, das Kirchenschiff ist mit einem Satteldach bedeckt, das im Osten einen Krüppelwalm hat. Der Innenraum hat im Norden und Westen Emporen, im Westen sind sie doppelgeschossig. Die Kirchenausstattung stammt aus der Bauzeit. Das Altarretabel entstand etwas später. Die Orgel mit 7 Registern, einem Manual und einem Pedal wurde 1854 von Carl Giesecke gebaut. Bei der Renovierung im Jahre 2004 wurde die barocke Bemalung des hölzernen Tonnengewölbes aus Wolken und goldenen Sternen wiederentdeckt.